# Manuel Fernando Calvo
Manuel Fernando Calvo (Las Varillas, Córdoba, Argentina, 21 de noviembre de 1977) es un contador y político argentino. Desde el 10 de diciembre de 2019 y el 10 de diciembre de 2023 se desempeñó como vicegobernador de la Provincia de Córdoba. Actualmente es Ministro de Gobierno de Córdoba, designado por Martín Llaryora.
Anteriormente, se desempeñó como Secretario de Estado de Comunicaciones y Conectividad, Secretario de Gobierno del Ministerio de Gobierno, Ministro de Infraestructura, Ministro de Gestión Pública, Ministro de Agua, Ambiente y Energía del Gobierno de Córdoba.
Además, fue elegido Legislador provincial en dos períodos por el bloque Unión por Córdoba.

## Vida personal
Nació en Las Varillas el 21 de noviembre de 1977. Es hijo de Isidro Calvo y Cristina Saluzzo.  
A sus 18 años se instaló en la Ciudad de Córdoba para cursar sus estudios en la Universidad Blas Pascal donde se graduó de Contador Público. En 2002 ingresó a trabajar en el Gobierno provincial, bajo la primera gestión de José Manuel de la Sota.
Tiene tres hijos: Juan, María Gracia y Pedro. 

## Trayectoria política

### Inicios en la gestión pública
Comenzó su recorrido en la Administración Pública en 2002, como Asesor Técnico en la Secretaría de Seguridad Ciudadana y Asuntos Institucionales del Gobierno de la Provincia de Córdoba.
En 2003 fue asesor técnico del Honorable Senado de la Nación. Desde ese año hasta 2005 fue jefe de despacho de la Honorable Cámara de Diputados.
En 2006 asumió como director general de Asuntos Municipales y Regionales del gobierno provincial, cargo que desempeñó hasta 2007.
De 2007 a 2009 fue subsecretario de Control de Gestión. En 2009 asumió como subsecretario de Coordinación de Obras Públicas, cargo en el que se mantuvo hasta 2011.

### Legislador Departamental por San Justo (2011-2015)
En 2011 fue elegido Legislador por el Departamento San Justo.

### Secretario de Gobierno
Haciendo uso de su licencia como legislador, en mayo de 2011 asume como Secretario de Gobierno -Decreto n.º 664/11-.

### Ministro de Agua, Ambiente y Energía
El 10 de diciembre de 2011 asumió como ministro de Agua, Ambiente y Energía -Decreto N° 2582/11-, tras ser designado por el gobernador José Manuel de la Sota (1999-2003; 2003-2007; 2011-2015). Bajo su gestión se diseñó un Plan de Manejo Integrado de las Aguas para Consumo Humano en la Provincia de Córdoba. Por medio de esa hoja de ruta, se cuantificó la “oferta” de recursos hídricos disponibles en el marco provincial e interprovincial y se definió un programa secuencial de obras orientado a cubrir las necesidades en lo referido al abastecimiento de agua. Esto incluyó un conjunto de medidas plasmadas en un documento que se produjo en 2013, donde quedó trazada la serie de trabajos que era preciso llevar a cabo para satisfacer las necesidades de provisión de agua que se relevaron en todas las regiones de la provincia. Entre obras que ya se concretaron, el plan también contempló la construcción del acueducto Santa Fe – Córdoba, la obra cuya primera etapa permitirá traer agua desde la santafesina ciudad de Coronda hasta San Francisco, para luego, en una segunda fase, llegar desde la cabecera del departamento San Justo hasta la ciudad de Córdoba.  
En 2012 impulsó la creación de la Policía Ambiental de la Provincia de Córdoba, a través de la presentación de un proyecto de ley. El 5 de diciembre de 2012, la Unicameral sancionó la Ley 10.115.

### Ministro de Gestión Pública
El 11 de diciembre de 2013 asumió como Ministro de Gestión Pública -Decreto n.º 1389/13-. Allí puso en marcha el programa Ciudadano Digital, una plataforma para que los ciudadanos accedan en línea a todos los trámites y servicios del Gobierno de la Provincia de Córdoba. La plataforma cuenta con más de 3 millones de ciudadanos digitales activos y reúne 214 servicios, de los cuales 66 corresponden a municipios y comunas. 
También puso en marcha las subastas electrónicas como procedimiento de selección de bienes y servicios, convirtiendo a Córdoba en el primer gobierno de Argentina en utilizar este método.

### Ministro de Infraestructura
En mayo de 2015 fue designado como Ministro de Infraestructura -Decreto n.º 513/15-. Bajo su gestión se llevaron adelante obras viales y de infraestructura en la provincia, como la autovía Córdoba - Río Cuarto, el nudo vial El Tropezón en la ciudad de Córdoba, la duplicación de la calzada de la avenida Ricardo Rojas, también de la ciudad capital y la construcción de la escuela número 500, entre otras.

### Legislador por Distrito Único
En 2015 fue elegido nuevamente Legislador Provincial. Durante este período presidió la Comisión de Economía, Presupuesto, Gestión Pública e Innovación. También fue miembro de la Comisión de Asuntos Constitucionales y Acuerdos, de la de Legislación General y de la Comisión Especial para la Reforma Política.

### Secretario de Estado de Comunicaciones y Conectividad
El 1 de febrero de 2018 hizo uso de licencia como legislador, para que el gobernador Juan Schiaretti le tomara juramento como Secretario de Estado de Comunicaciones y Conectividad —Decreto N° 80/18—. Allí puso en marcha el Programa Conectividad Córdoba, que se impulsó con la Ley 10.564, y a través del cual se avanzó con el tendido de la red provincial de fibra óptica en todo el territorio de la provincia, además de desarrollar políticas de inclusión digital. También tuvo a su cargo la comunicación del Gobierno provincial.

### Vicegobernador de Córdoba

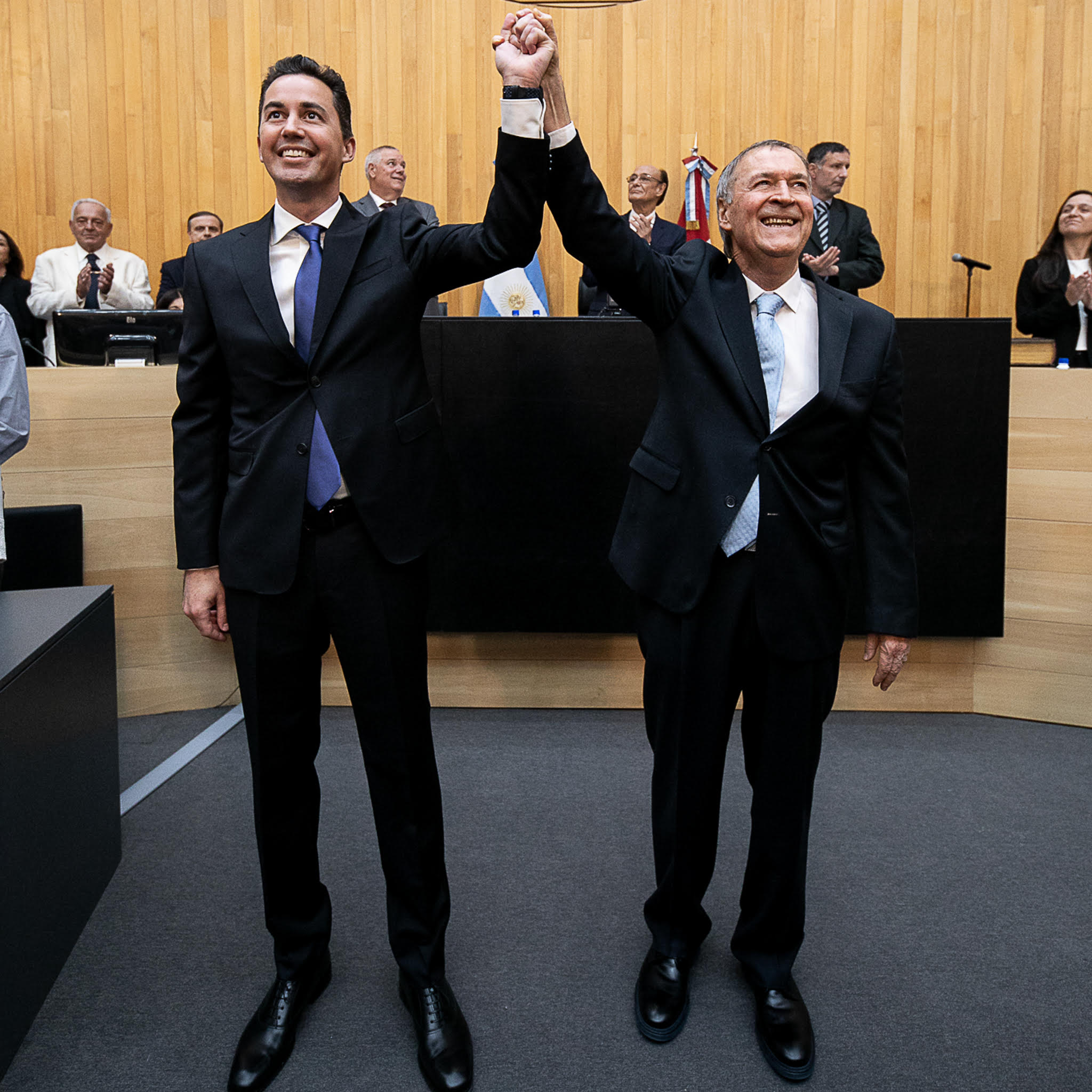
Manuel Calvo junto a Juan Schiaretti en la asunción como mandatarios de la Provincia de Córdoba

Previo a las elecciones provinciales de 2019, Calvo fue designado por el partido Hacemos por Córdoba como candidato a vicegobernador, acompañando en la fórmula a Juan Schiaretti. En las elecciones provinciales del 12 de mayo de ese año, la fórmula Schiaretti-Calvo se impuso con el 57,38% de los votos del electorado cordobés frente a Negri-Baldassi (Córdoba Cambia) y a Mestre- Briner (UCR), que obtuvieron el 18,85% y el 11,60% de los votos respectivamente.
En agosto, Calvo fue proclamado por el Tribunal Electoral Provincial en un acto en el Teatro del Libertador General San Martín para asumir en su cargo el 10 de diciembre de 2019. Desde entonces y hasta el 10 de diciembre de 2023, preside la Legislatura provincial, función que le otorga el artículo 84 de la Constitución provincial.

### Gestión en la Legislatura de Córdoba
Desde los inicios de su gestión como Presidente del Poder Legislativo, Calvo desarrolló un plan de innovación pública, transparencia y vinculación con la ciudadanía, con acciones concretas tanto para adentro como para afuera. Con el objetivo de enmarcar e institucionalizar el proceso de apertura parlamentaria se desarrolló el Plan Estratégico de Parlamento Abierto como puntapié para consolidar la estrategia de Legislatura Abierta. Para comenzar a concretar acciones orientadas a este nuevo desafío, el vicegobernador Manuel Calvo firmó el primer decreto digital 01/ 22, con el que se aprobó el plan.